# ルイス・マクレーン

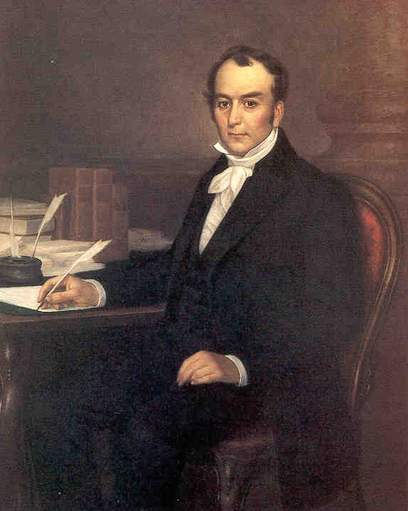
ルイス・マクレーン

ルイス・マクレーン（Louis McLane, 1786年5月28日 - 1857年10月7日）は、アメリカ合衆国の政治家。デラウェア州選出上院および下院議員。アンドリュー・ジャクソン大統領の下で財務長官および国務長官を務めた。

## 生涯

### 青年期
マクレーンは1786年にデラウェア州スマーナで生まれた。マクレーンは私立学校で学び、その後フィラデルフィア艦上で海軍少尉候補生として1年間を過ごした。1804年、マクレーンはニューアーク大学（後のデラウェア大学）に入学し、法学を学んだ、そして1807年に弁護士の資格を取得すると、デラウェア州スマーナで弁護士業を開業した。

### 下院議員時代
マクレーンは米英戦争で海軍に従軍した後、1817年にデラウェア州からアメリカ合衆国下院議員に選出された。マクレーンは1827年まで5期連続で下院議員を務め、6期目を目指した下院議員選挙でも勝利を収めた。しかしながら選挙後にデラウェア議会からアメリカ合衆国上院議員としての指名を受けたことから、この指名を受諾するため、6期目の就任直前に下院議員を辞職した。その後マクレーンは上院議員を1829年まで務め、また上院の歳入委員会議長も務めた。

### 大使時代
1829年、マクレーンはアンドリュー・ジャクソン大統領の下で駐イギリス全権公使に指名され、上院議員を辞職した。マクレーンはジョン・クィンシー・アダムズ政権の終焉をイギリス全土に周知させることを試み、アダムズ政権下で起こっていた米英間の問題はジャクソン政権では引き継がないと発表した。そしてイギリス領西インド諸島との貿易を開くことを最優先課題としてイギリス政府との交渉に当たった。

### 財務長官時代
1831年、マクレーンはジャクソン大統領の下で財務長官に指名された。これはイートン事件でジョン・カルフーン副大統領を支持した閣僚をジャクソン大統領が更迭したことに伴う就任であった。
ジャクソン大統領は第二合衆国銀行の廃止をマクレーンに訴えたが、マクレーンは財務長官として、連邦財政収入の確保や通貨の安定などを理由にこれに反対した。またジャクソン大統領は第二合衆国銀行に預けてある資金を払い戻し、この資金を州法銀行に預け直すことも提案したが、当時の州法銀行は北部の新興企業家や中小製造業者たちが事業の拡大を図るべくインフレを望んだために紙幣を乱発する傾向があった。そのためマクレーンこうした経営基盤の危うさなどを理由に反対の立場をとった。
マクレーンは合衆国の財政政策において大きな政府を望まないジャクソン大統領としばしば対立したことから、1833年にジャクソン大統領はマクレーンを財務長官から解任し、国務長官として休会任命した。財務長官にはマクレーンに替わってウィリアム・デュアンが指名された。

### 国務長官時代
国務長官に配置転換されたマクレーンは、国務省において最初の大規模な再編を行い、7つの部局を新設した。マクレーンの行った再編はその後のユリシーズ・グラント大統領下の国務長官ハミルトン・フィッシュの時代まで受け継がれ、その後は国務省職員の増減に応じて中規模あるいは小規模な再編が繰り返された。
またマクレーンの国務長官在任中、ナポレオン戦争中に生じた合衆国財産の損害について、フランスが賠償金の支払いを拒否する問題が発生した。この事態に対してジャクソン大統領は、フランスに対して強硬な対応をとることに躊躇はしないと脅しをかけ、フランス商船拿捕の承認を合衆国議会に要求した。しかしながらマクレーンはジャクソン大統領の対応に抗議の意思を示し、国務長官を辞任した。後任の国務長官にはジョン・フォーサイスが指名された。

### 晩年
国務長官退任後、マクレーンはメリーランド州ボルチモアに移り、1837年から1847年までボルチモア・オハイオ鉄道の社長を務めた。また1845年から1847年まで再び駐イギリス全権公使を務め、オレゴン境界紛争の交渉に参加した。
1857年、マクレーンはメリーランド州ボルチモアで死去した。そしてマクレーンの遺体は同市内のグリーンマウント墓地に埋葬された。